# کورینت، شهرستان کالمن، آلاباما
کورینت (به انگلیسی: Corinth) یک منطقهٔ مسکونی در ایالات متحده آمریکا است که در شهرستان کلمن، آلاباما واقع شده‌است. کورینت  ۳۰۷٫۸۵ متر بالاتر از سطح دریا واقع شده‌است.